# 6062 Vespa
6062 Vespa là một tiểu hành tinh vành đai chính với chu kỳ quỹ đạo là 2100.5689391 ngày (5.75 năm). Nó được phát hiện ngày 6 tháng 5 năm 1983.